# Bistum Leopoldina
Das Bistum Leopoldina (lat.: Dioecesis Leopoldinensis) ist eine in Brasilien gelegene römisch-katholische Diözese mit Sitz in Leopoldina im Bundesstaat Minas Gerais.

## Geschichte
Das Bistum Leopoldina wurde am 28. März 1942 durch Papst Pius XII. mit der Apostolischen Konstitution Quae ad maius aus Gebietsabtretungen des Bistums Juiz de Fora und des Erzbistums Mariana errichtet. Es wurde dem Erzbistum Mariana als Suffraganbistum unterstellt. Am 14. April 1962 wurde das Bistum Leopoldina dem Erzbistum Juiz de Fora als Suffraganbistum unterstellt.

## Bischöfe von Leopoldina
- Delfim Ribeiro Guedes, 1943–1960, dann Bischof von São João del Rei
- Geraldo Ferreira Reis, 1961–1985
- Sebastião Roque Rabelo Mendes, 1985–1989, dann Weihbischof in Belo Horizonte
- Ricardo Pedro Chaves Pinto Filho OPraem, 1990–1996, dann Erzbischof von Pouso Alegre
- Célio de Oliveira Goulart OFM, 1998–2003, dann Bischof von Cachoeiro de Itapemirim
- Dario Campos OFM, 2004–2011, dann Bischof von Cachoeiro de Itapemirim
- José Eudes Campos do Nascimento, 2012–2018, dann Bischof von São João del Rei
- Edson José Oriolo dos Santos, seit 2019